# Jackson County, Missouri
Jackson County är ett administrativt område i delstaten Missouri, USA, med 674 158 invånare. De administrativa huvudorterna (county seat) är Independence och Kansas City.
Stora delar av Kansas Citys storstadsområde ligger inom Jackson County.
Countyt har fått sitt namn efter general Andrew Jackson som var USA:s sjunde president 1829-1837 och hade besegrat britterna i slaget vid New Orleans den 8 januari 1815.

## Geografi
Enligt United States Census Bureau så har countyt en total area på 1 596 km². 1 566 km² av den arean är land och 30 km² är vatten.   

### Angränsande countyn
- Clay County - nord
- Ray County - nordost
- Lafayette County - öst
- Johnson County - sydost
- Cass County - syd
- Johnson County, Kansas - sydväst
- Wyandotte County, Kansas - nordväst